# Chaouki Ben Saada
Chaouki Ben Saada (arab. شوقي ابن سعادة, ur. 1 lipca 1984 w Bastii) – tunezyjski piłkarz grający na pozycji ofensywnego pomocnika lub skrzydłowego. Posiada także obywatelstwo francuskie.

## Kariera klubowa
Ben Saada urodził się w Bastii w rodzinie tunezyjskich emigrantów. W 2001 roku zaczął występować w amatorskich rezerwach klubu SC Bastia, ale już 12 sierpnia zadebiutował w Ligue 1 w przegranym 1:2 meczu z Olympique Lyon. W sezonie 2002/2003 grał już w większej liczbie meczów, a 30 listopada strzelił swojego pierwszego gola (Bastia wygrała 2:0 z Olympique Marsylia). W 2003/2004 był podstawowym zawodnikiem korsykańskiego klubu. W 2005 roku spadł z Bastią do Ligue 2. Ani w 2006, ani w 2007 roku, jego klub nie zdołał powrócić do francuskiej ekstraklasy.
Latem 2008 roku Ben Saada odszedł z Bastii i przeszedł do OGC Nice, grającego w Ligue 1. 9 sierpnia zadebiutował w klubie z Nicei, w przegranym 0:1 wyjazdowym meczu z Le Havre AC. Następnie występował w drużynach RC Lens, AC Arles-Avignon oraz Troyes AC.
| Sezon   | Klub             | Kraj    | Rozgrywki | Mecze | Bramki |
| ------- | ---------------- | ------- | --------- | ----- | ------ |
| 2001/02 | SC Bastia B      | Francja | CFA       | 8     | 6      |
| 2001/02 | SC Bastia        | Francja | Ligue 1   | 2     | 0      |
| 2002/03 | SC Bastia        | Francja | Ligue 1   | 21    | 3      |
| 2003/04 | SC Bastia        | Francja | Ligue 1   | 35    | 3      |
| 2004/05 | SC Bastia        | Francja | Ligue 1   | 19    | 1      |
| 2005/06 | SC Bastia        | Francja | Ligue 2   | 27    | 0      |
| 2006/07 | SC Bastia        | Francja | Ligue 2   | 30    | 1      |
| 2007/08 | SC Bastia        | Francja | Ligue 2   | 35    | 6      |
| 2008/09 | OGC Nice         | Francja | Ligue 1   | 25    | 1      |
| 2009/10 | OGC Nice         | Francja | Ligue 1   | 28    | 6      |
| 2010/11 | OGC Nice         | Francja | Ligue 1   | 27    | 2      |
| 2011/12 | RC Lens          | Francja | Ligue 2   | 34    | 2      |
| 2012/13 | RC Lens          | Francja | Ligue 2   | 1     | 0      |
| 2012/13 | AC Arles-Avignon | Francja | Ligue 2   | 17    | 2      |
| 2013/14 | AC Arles-Avignon | Francja | Ligue 2   | 17    | 0      |
| 2014/15 | Troyes AC        | Francja | Ligue 2   | 19    | 2      |
| 2015/16 | Troyes AC        | Francja | Ligue 1   | 18    | 1      |
| 2016/17 | Troyes AC        | Francja | Ligue 2   | 33    | 5      |
| 2017/18 | Troyes AC        | Francja | Ligue 1   | 16    | 0      |
| 2018/19 | Troyes AC        | Francja | Ligue 2   |       |        |

## Kariera reprezentacyjna
Ben Saada występował w młodzieżowej reprezentacji Francji U-17 i w 2001 roku na MŚ U-17 wywalczył złoty medal. W 2005 roku zdecydował o grze dla reprezentacji Tunezji i zadebiutował w niej 26 marca w wygranym 7:0 meczu z Malawi. W 2006 roku wystąpił w Pucharze Narodów Afryki, a latem zastąpił kontuzjowanego Issama Jemâa w kadrze na Mistrzostwa Świata w Niemczech. Tam zagrał 11 minut w przegranym 0:1 grupowym meczu z Ukrainą. W 2008 roku został powołany przez Rogera Lemerre do kadry na Puchar Narodów Afryki 2008.